# Веремієнко Кузьма Микитович
Кузьма Микитович Верем́ієнко (Верем́еєнко) (14 листопада 1921, Любечанинів, Чернігівська губернія, УРСР — 28 лютого 2006, Київ, Україна) — український біохімік. Доктор біологічних наук (1965), професор (1967), заслужений діяч науки і техніки УРСР (1989). Дослідник протеолізу, протеаз та їх інгібіторів. Вперше в світі незалежно відкрив інгібітори протеаз плазми крові ссавців α1-антитрипсин та α2-макроглобулін.

## Біографія
У 1939 році закінчив середню школу, в жовтні був призваний до армії, де служив до 1947 року, учасник Другої світової війни. У 1942—1945 році був командиром артилерійської батареї, нагороджений більш ніж 20 орденами й медалями.
У 1951 році закінчив Київський медичний стоматологічний інститут. Після закінчення поступив до аспірантури Інституту біохімії АН УРСР, де до 1954 року навчався під керівництвом Володимира Беліцера. У 1954—1961 року працював у Київському медичному інституті. 1955 року захистив дисертацію кандидата біологічних наук за темою «Отримання та дослідження властивостей високоочищеного препарату пепсину».
З 1961 року Веремієнко очолював лабораторію біохімії Інституту отоларингології МОЗ УРСР. 1965 року захистив дисертацію доктора біологічних наук на тему «Протеїнази підшлункової залози та їх інгібітори».

## Наукові дослідження
Веремієнко вперше описав два інгібітори протеаз у плазмі крові: α1-антитрипсин та α2-макроглобулін.

## Нагороди
- Державна премія УРСР у галузі науки і техніки (1987)
- Премія ім. О. В. Палладіна АН УРСР (1975).
- Орден Червоного Прапора
- Орден Червоної Зірки
- Орден Богдана Хмельницького III ступеня
- Орден Вітчизняної війни I ступеня
- Почесний член Українського біохімічного товариства[2]

## Наукові публікації
- Протеолитические ферменты поджелудочной железы и их применение в клинике. К., 1967
- Ферменты протеолиза и их ингибиторы в медицинской практике. К., 1971
- Кининовая система. К., 1977
- Ферменты в оториноларингологии. К., 1980
- Протеолиз в норме и при патологии. К., 1988 (співавт.)
- Клинические проблемы фибринолиза. К., 1993 (співавт.)
- Роль протеолиза в инвазии и метастазировании злокачественных опухолей // Журн. АМНУ. 2002. Т. 8, № 2.

## Вшанування пам'яті
У 2008 році на корпусі Інституту отоларингології за адресою вулиця Зоологічна № 3 встановлено меморіальну дошку Кузьмі Веремієнку.